# Cimetière de Mingorrubio
Le cimetière de Mingorrubio (en espagnol : cementerio de Mingorrubio) ou cimetière du Pardo est un cimetière situé dans le district de Fuencarral-El Pardo à Madrid, capitale de l'Espagne. Il est ouvert depuis 1962 et est géré par la municipalité de Madrid. 

## Localisation
Il est situé dans le nord de Madrid, près du lac du Pardo.

## Personnalités inhumées

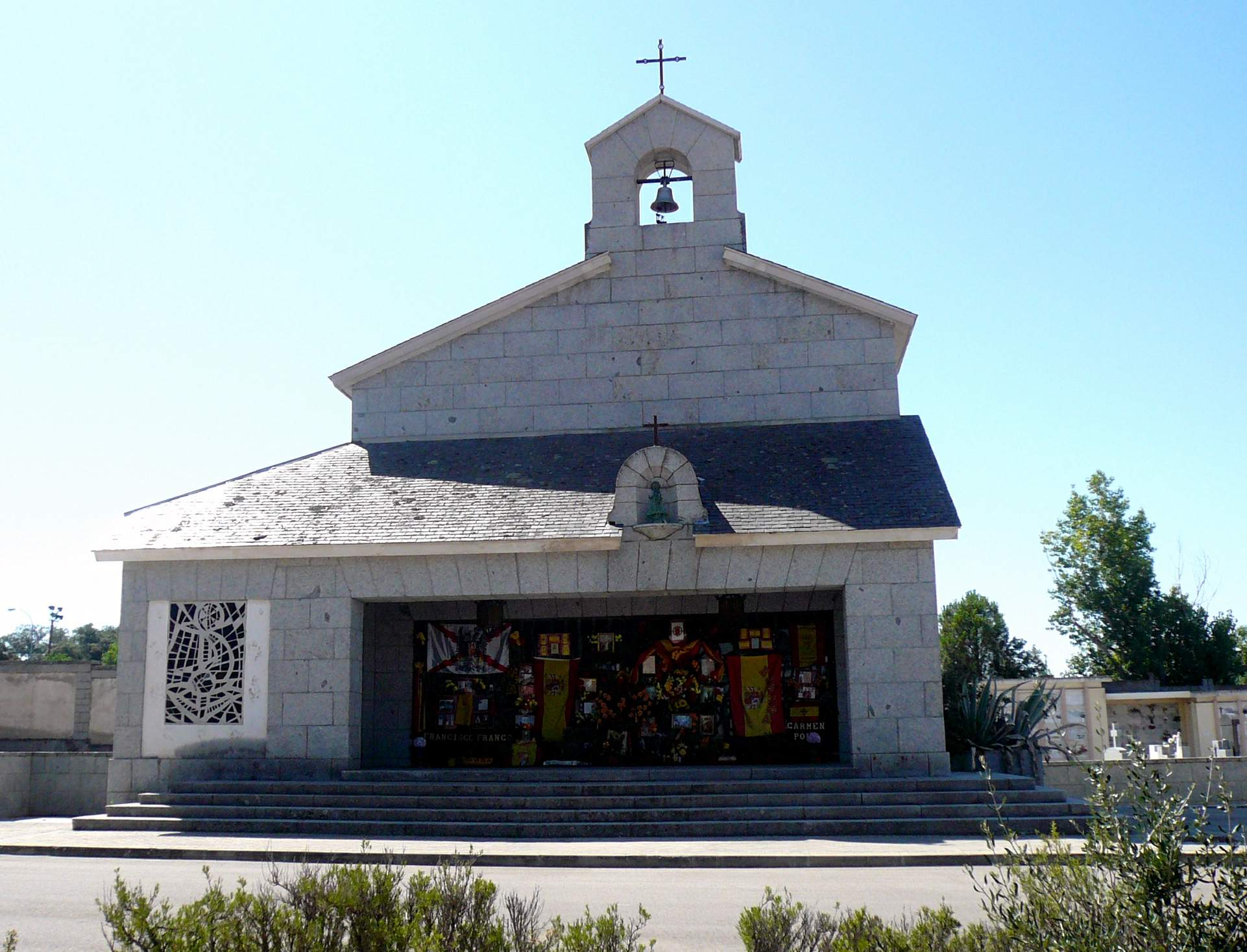
Le panthéon de la famille Franco.

Il contient les sépultures de plusieurs personnalités liées au franquisme, Franco lui-même depuis le 24 octobre 2019, son épouse  Carmen Polo ainsi que les anciens présidents du gouvernement Luis Carrero Blanco et Carlos Arias Navarro. S'y trouve également la tombe du dictateur dominicain Rafael Trujillo.

## Transfert des restes de Franco

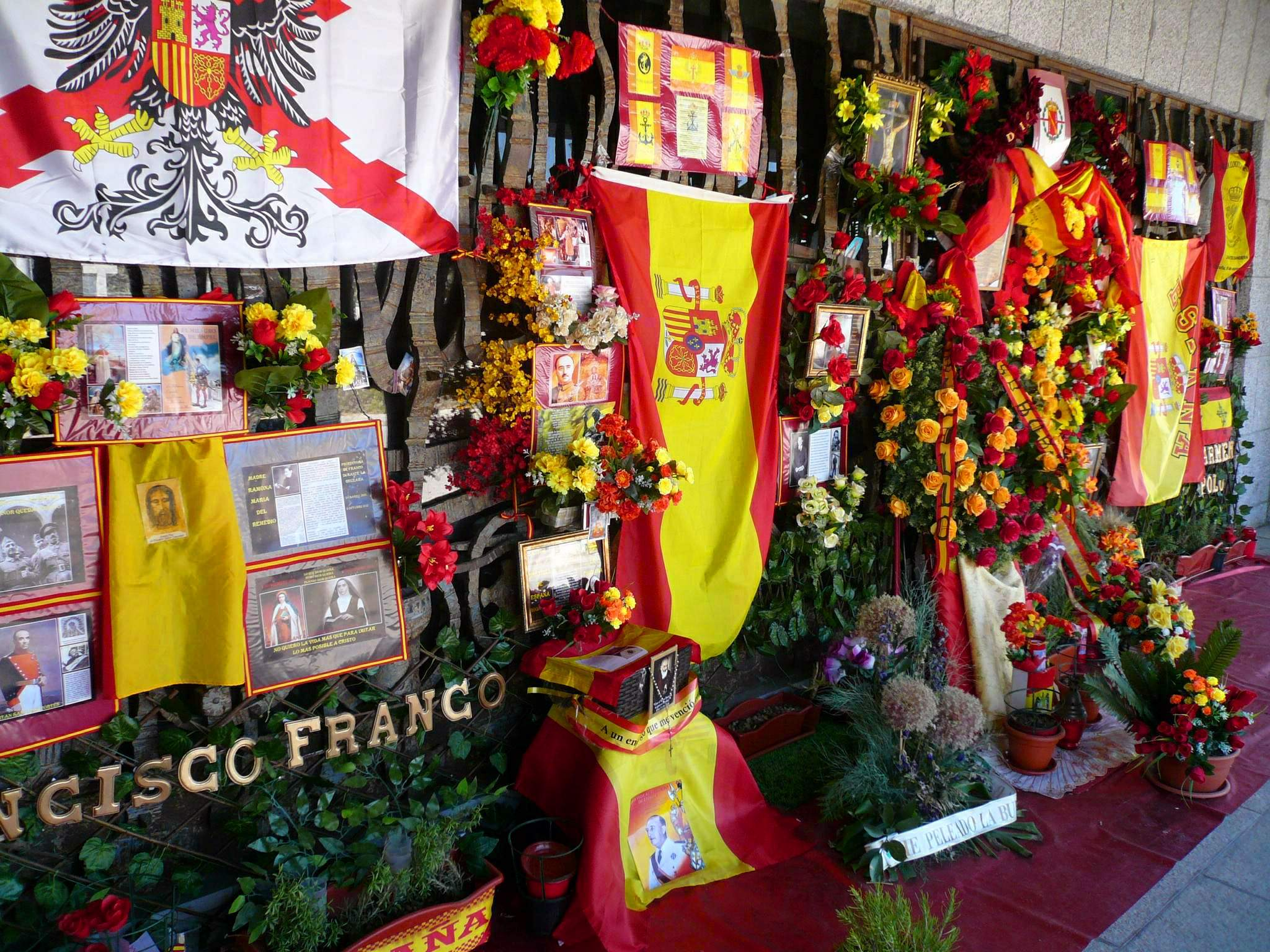
Plusieurs admirateurs du Caudillo sont venus déposer des fleurs et des drapeaux après l'éxhumation.

Le 21 octobre 2019, le gouvernement espagnol annonce que l'exhumation du corps de Franco du Valle de los Caídos et son transfert vers le cimetière du Pardo aura lieu le 24 octobre. Le jour dit, le cercueil de Franco est extrait de son mausolée, porté par ses descendants dont Louis de Bourbon, puis transféré en hélicoptère vers le cimetière de Mingorrubio où il est enterré à côté de son épouse.